# نوباء أوريغونية
نوباء أوريغونية (الاسم العلمي:Alternaria oregonensis) هو نوع من الفطريات يتبع جنس النوباء من الفصيلة البوغيانية.